# It's All About Love
It's All About Love är en dansk engelskspråkig romantikfilm/dramafilm från 2003, vars regi och manus ansvaras av Thomas Vinterberg. Detta är enligt Vinterberg själv ett så kallat "drömnarrativ", trots att det egentligen borde klassas som en apokalyptisk science fiction-film. Huvudrollerna i filmen spelas av Joaquin Phoenix, Claire Danes och Sean Penn.

## Handling
Filmens handling utspelar sig i framtiden under år 2021 (cirka arton år framåt i tiden, från det att filmen har släppts), och kretsar mestadels kring universitetslektorn John och konståkerskan Elena, som precis ska skriva och lämna in en skilsmässoansökan från varandra, när plötsliga klimatförändringar börjar slå till mot större delen av världen. Detta ska bland annat komma att drabba invånarna i storstaden New York, som en efter en faller döda ner på gatan, på grund av den hemskt fruktansvärda kylan, som har kommit in över staden. Elena ber dessutom John med att stanna hemma ett par dagar hemma i Polen, eftersom hon uppger att hon är i stor fara hemma i New York. Men det varken John eller Elena till en början vet om, är att Elenas egen manager har skapat tre stycken identiska kloner av henne själv, för att han sedan ska mörda och göra sig av med henne. John och Elena bestämmer sig då för att fly iväg från alla dessa galenskaper, trots att klimatet är som det är ute i världen.

## Rollista
| Joaquin Phoenix    | – John         |
| Claire Danes       | – Elena        |
| Sean Penn          | – Marciello    |
| Douglas Henshall   | – Michael      |
| Alun Armstrong     | – David        |
| Margo Martindale   | – Betsy        |
| Mark Strong        | – Arthur       |
| Geoffrey Hutchings | – Mr. Morrison |